# Con sordino
Con sordino (italienisch „mit Dämpfer“) bedeutet in der Notation, dass die betreffende Passage mit einem Dämpfer zu spielen ist. Diese Anweisung wird mit con sord. abgekürzt.
- Bei Streichinstrumenten wird con sordino durch Aufstecken eines Dämpfers auf den Steg realisiert.
- Bei Blechblasinstrumenten bedeutet con sordino das Einführen eines Dämpfers in den Schalltrichter.
- Bei Perkussionsinstrumenten oder dem Piano ist die Anweisung con sordino seltener. Bei Perkussion werden dazu meist  Filze aufgelegt. Beim Piano wird ein ähnlicher Effekt durch Drücken des linken Pedals erreicht und alternativ auch durch „una corda“ vorgeschrieben.

Zur Aufhebung des Effekts steht bei Blechblasinstrumenten in den Noten meist „offen“ oder ouvert (oder einfach „o“), bei Streichinstrumenten senza sord. (italienisch „ohne Dämpfer“).